# Schloss Les Caramans

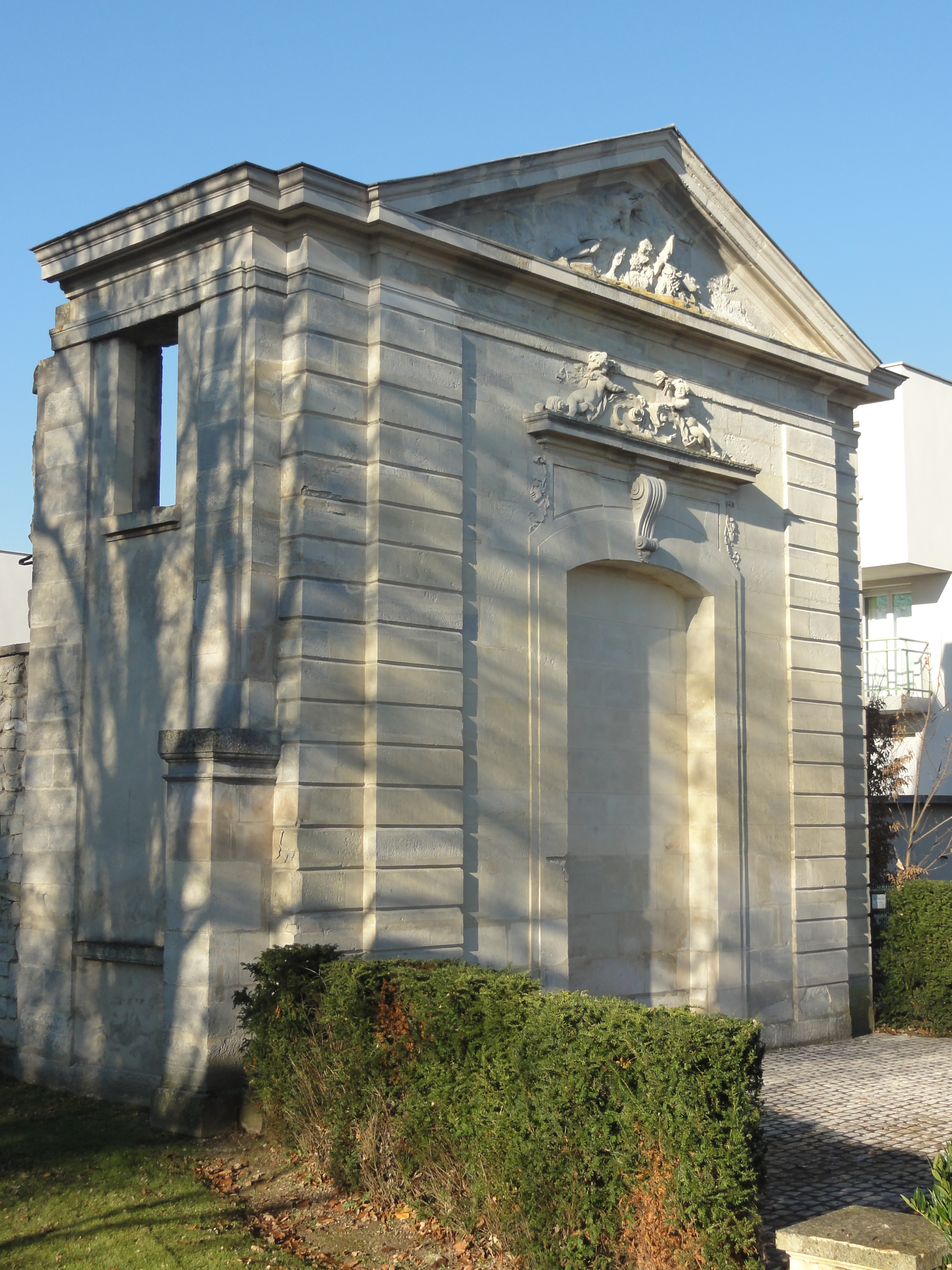
Reste des Château des Caramans in Roissy-en-France

Das Schloss Les Caramans (französisch Château des Caramans) in Roissy-en-France, einer Gemeinde im Département Val-d’Oise in der französischen Region Île-de-France, wurde Anfang des 18. Jahrhunderts errichtet. Seit 1925 stehen die Reste des Schlosses an der Allée du Verger als Monument historique auf der Liste der Kulturdenkmäler in Frankreich.

## Geschichte
Das klassizistische Schloss wurde für Jean-Antoine de Mesmes, comte d’Avaux, nach den Plänen des schwedischen Architekten Nicodemus Tessin der Jüngere errichtet. Das ab 1703 begonnene Schloss steht an der Stelle eines Vorgängerbaus. Der zweigeschossige Bau mit Mansarddach bestand aus drei Pavillons, die durch Galerien miteinander verbunden waren. Während der Französischen Revolution wurde im Jahr 1794 das Schloss geplündert und zum größten Teil zerstört. Heute sind nur noch die Ostmauer und das südliche Portal der Orangerie vorhanden. Dieses wird von einem Giebeldreieck mit Relief, der auf Pilastern ruht, geschmückt.